# Homalodontus
Homalodontus (лат.) — род хрящевых рыб, входящий в собственное семейство  Homalodontidae отряда  гибодонтообразных.

## Описание
Морфология сходна с Polyacrodus , но явно отличается полным отсутствием боковых бугорков. Homalodontus обладает примитивной структурой плавниковых шипов. Зубные коронки полностью тупые в дистальных (задних) зубных рядах и заостренно-однобугорчатые в нескольких передних рядах. Морфология зубов, форма базальных хрящей, проксимальное вставление плавниковых шипов и структура грудных плавников примитивны и напоминают палеозойских акул, однако, и эти особенности включают морфологию спинного плавника и общую анатомию черепа.

## История открытия
Был обнаружен в 2007 году в формации Sulphur Mountain в Альберте, Канада. Сначала род назывался Wapitiodus, но позже был переименован, так как это название уже было занято и принадлежало конодонту.
Polyacrodus и Homalodontus были временно отнесены к семейству Homalodontidae до выяснения их таксономического статуса 

## Распространение
Обитал на территории Канады во времена раннего триаса.